# Euxoa urbana
Euxoa urbana är en fjärilsart som beskrevs av Bang-haas 1912. Euxoa urbana ingår i släktet Euxoa och familjen nattflyn. Inga underarter finns listade i Catalogue of Life.